# Nadia Kounda
Nadia Kounda (in arabo نادية كوندا‎?, Nādya Kūndā; Casablanca, 24 ottobre 1989) è un'attrice marocchina.

## Biografia
Nadia Kounda ha studiato al Politecnico di Casablanca.
Nel 2008 ha ottenuto uno dei ruoli principali per il cortometraggio Tentation di Mohcine Nadifi.
Nel 2009 viene contattata da un direttore di casting che l'ha incoraggiata a partecipare alle audizioni per la serie televisiva The Team di Mohamed Nesrate, per la quale ha ottenuto il ruolo principale. Recita qualche mese dopo in Jouha sotto la direzione dello stesso regista. 
Nel 2010 ottiene il ruolo principale per il film L'Amante du Rif di Narjiss Nejjar presentato all'inaugurazione del Festival international du film de Marrakech.
Nel 2011 ha ottenuto il ruolo principale per il film americano Raltat di Alfred Robbins. Alla fine delle riprese decide di dedicarsi interamente al cinema, dando una svolta alla sua carriera; abbandona gli studi al terzo anno di ingegneria elettrica e raggiunge il Canada. A Montréal frequenta l'Università di Montréal. 
Nel 2014 prende parte insieme all'attore Younes Bouab alla realizzazione della serie TV Mille et une nuits composta da trenta episodi, sotto la direzione del regista Anouar Moatassim e per la quale interpreta il ruolo di Shéhérazade. 
Nadia Kounda partecipa due anni dopo, sotto la direzione del regista Faouzi Bensaïdi, alla realizzazione del film Volubilis girato in Marocco, tra Meknès e Casablanca.
Il film in questione ha ricevuto cinque premi al Festival national du film di Tangeri del 2018, incluso uno per il miglior ruolo femminile per l'interpretazione di Kounda.

## Filmografia

### Cinema
- Tentations (2008)
- L'Amante du Rif (2010)
- Rabat (2011)
- Raltat (2011)
- Paris à tout prix (2013)
- L'Anniversaire (2014)
- Certifié halal (2014)
- I am Salma (2015)
- Volubilis (2017)
- Sposami, stupido! (2017)

### Televisione
- L'Équipe (2009)
- Hadi ou toubba (2010)
- Joha (2010)
- Salon Sherazade (2011)
- Polygame malgré lui (2011)
- Hal wa ahwal (2013)
- L'Affaire Shafia (2014)
- Mille et une nuits (2014)
- Ces gars-là (2016)
- Wala Alik (2017)
- Abu omar el masri (2018)